# Avenida Osvaldo Aranha

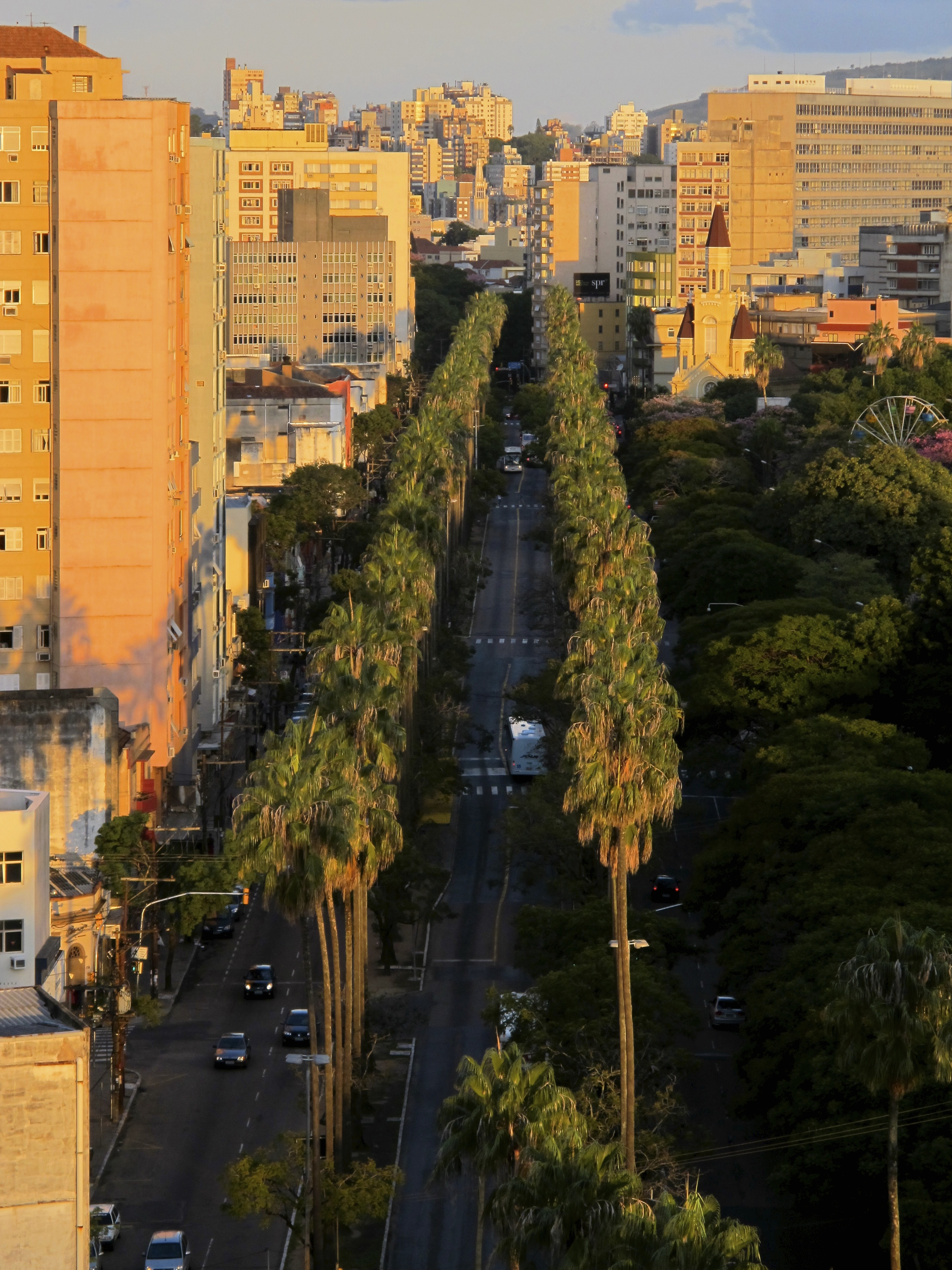
Vista da Avenida Osvaldo Aranha e suas palmeiras

A Avenida Osvaldo Aranha é uma importante avenida da cidade de Porto Alegre, capital do estado brasileiro do Rio Grande do Sul, que conta com imponentes palmeira-da-califórnia na sua extensão. Começa na Praça Argentina e termina na Rua Ramiro Barcelos, no bairro Bom Fim, contornando, pelo lado norte, o quarteirão da Universidade Federal do Rio Grande do Sul e o Parque Farroupilha - antiga Várzea. 
Na Avenida Osvaldo Aranha estão localizados pontos icônicos da cidade: a Capela do Bom Fim, o Instituto de Educação General Flores da Cunha e o Auditório Araújo Viana. Também está localizado pontos históricos da vida social de Porto Alegre, como a Lancheria do Parque e o Bar Ocidente. E após a pandemia recebeu a sede da Warren Investimentos e do Instituto Cidades Responsivas. É uma avenida de uso misto, possuindo prédios comerciais e residenciais.

## Histórico
Era conhecida como Estrada do Meio ou Caminho do Meio, e teve o primeiro arruamento requerido em 1833 pela Santa Casa de Misericórdia, para edificar algumas casas no fundo de seu terreno, que fazia frente à Várzea.
A partir de 1896, a avenida, conhecida como Avenida Bom Fim, passou a ser servida pelos bondinhos de tração animal da Cia. Carris Urbanos, que se dirigiam ao bairro Partenon através da Rua Santana. O intendente (prefeito) José Montaury iniciou, em 1917, a sua arborização e, entre 1918 e 1919, o seu calçamento.
O calçamento da Avenida Bom Fim, com duas pistas de concreto armado, foi inaugurado pelo intendente Otávio Rocha, em 1927. Em 1930 recebeu o nome de Avenida Osvaldo Aranha, em homenagem ao político e diplomata riograndense Osvaldo Aranha.
Desde a década de 1920, a avenida (juntamente com suas transversais) apresenta lojas especializado em móveis, armarinhos, brechós e lojas de estofados, em sua maioria pertencentes a comerciantes judeus.
Com a pandemia, muito desses comércios fecharam, que junto com a verticalização do Bom Fim, surgiu novos empreendimentos comerciais, como academias, bares, restaurantes e até mesmo a sede da Warren Investimentos e do Instituto Cidades Responsivas, sendo uma avenida com alto potencial econômico e boêmio para a cidade.

## Galeria de imagens

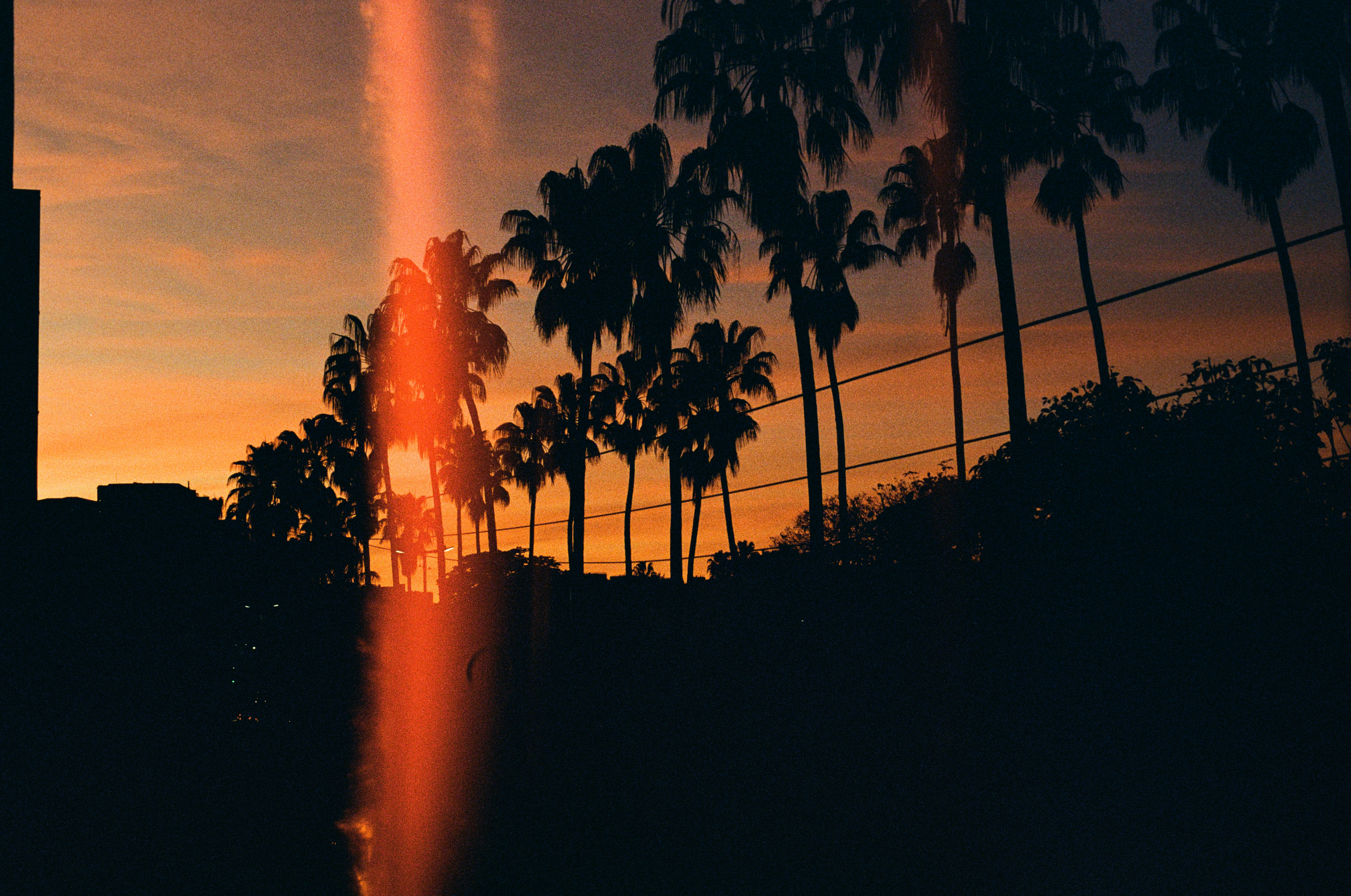
Pôr do sol com aspalmeiras-da-califórnia da Av. Osvaldo Aranha
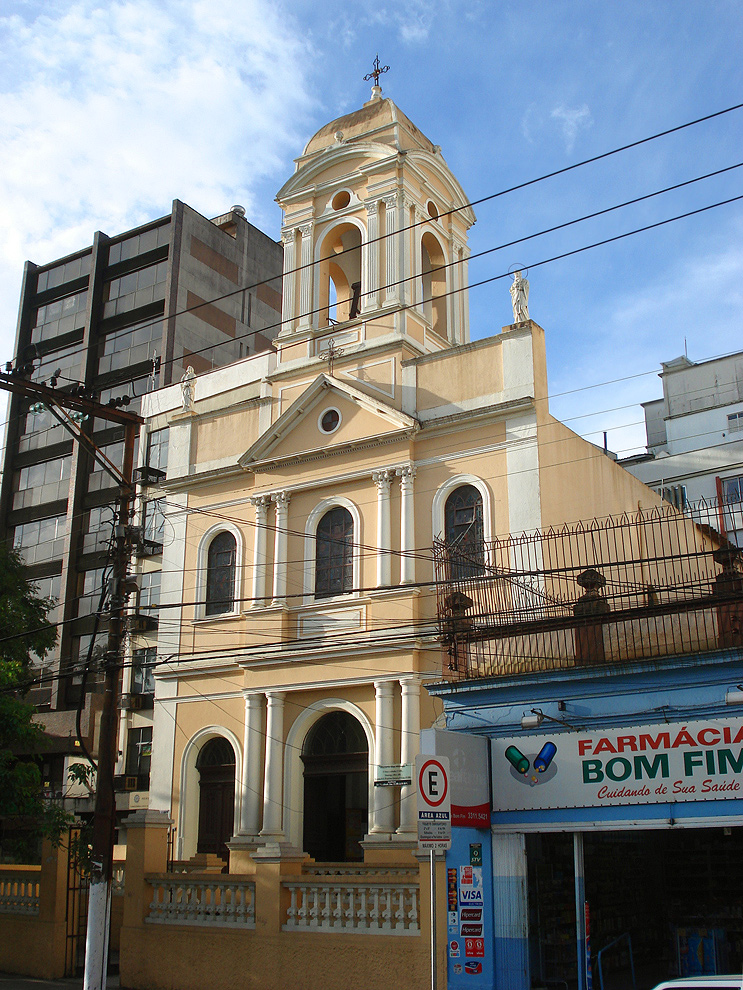
Capela do Bom Fim
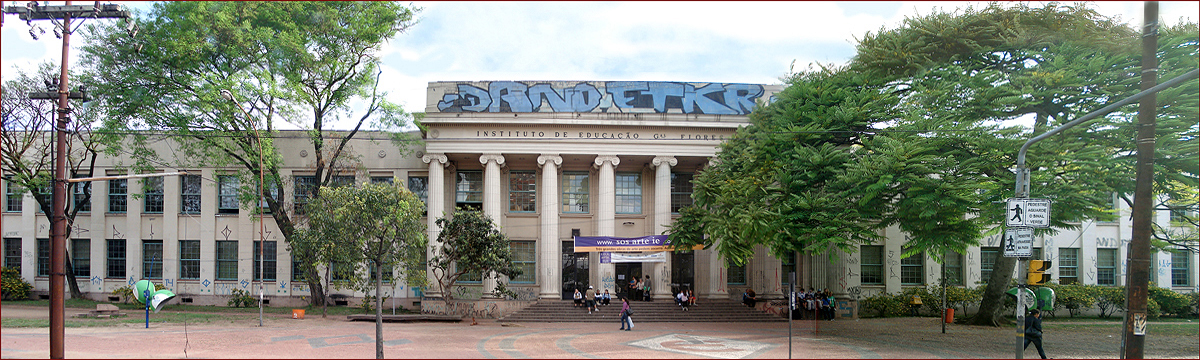
Instituto de Educação General Flores da Cunha
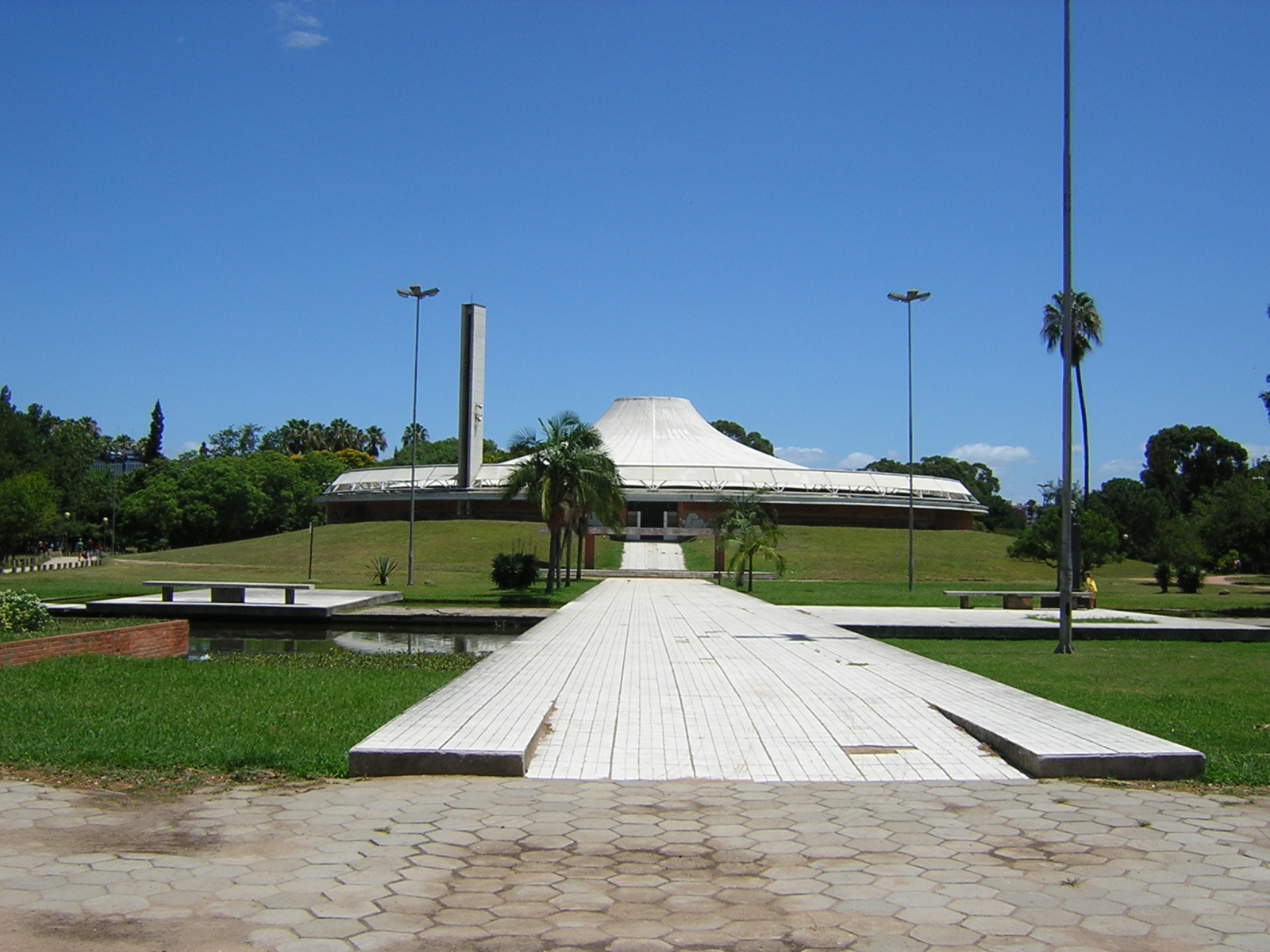
Auditório Araújo Viana
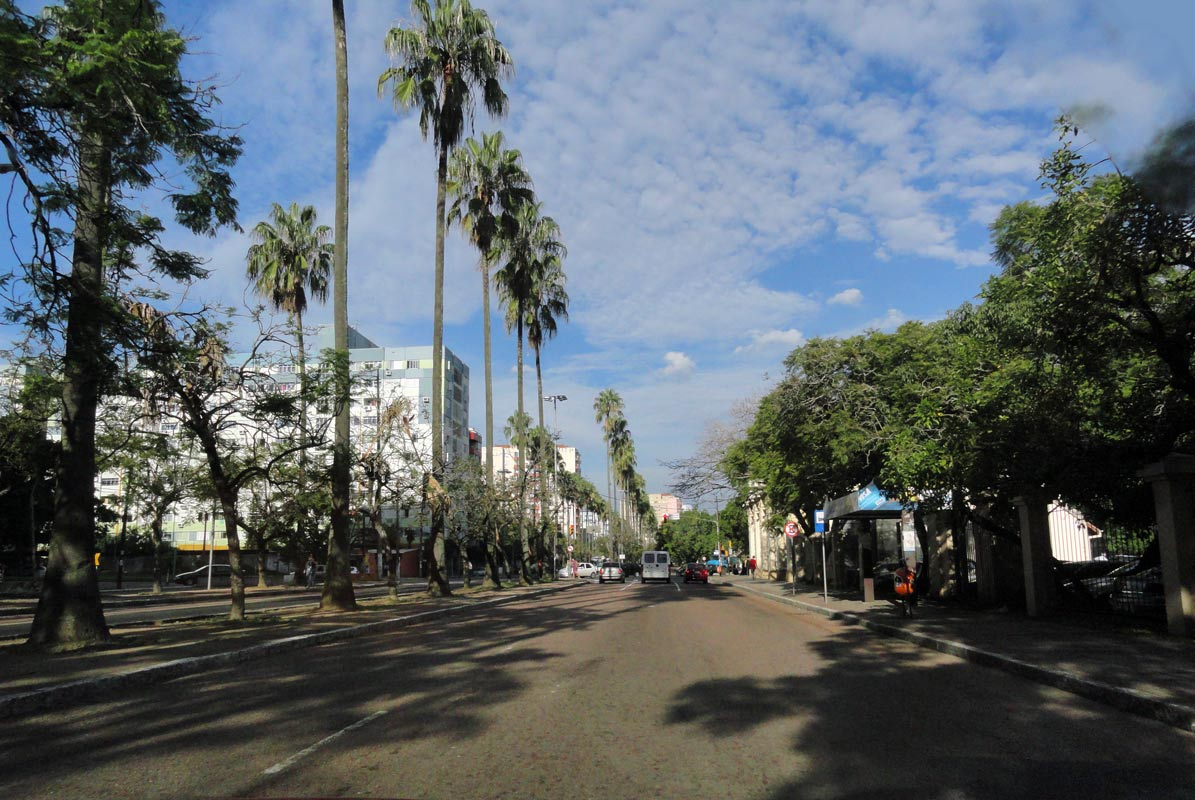
Avenida Osvaldo Aranha em seu início junto ao campus central da UFRGS

### Referência bibliográfica
- Franco, Sérgio da Costa. Guia Histórico de Porto Alegre. Porto Alegre: Editora da Universidade (UFRGS)/Prefeitura Municipal, 1988